# 高山八角枫
高山八角枫（学名：Alangium alpinum）为山茱萸科八角枫属的植物。分布于印度、缅甸、锡金、不丹以及中国大陆的云南、西藏等地，生长于海拔1,800米至3,000米的地区，多生于林中和丛林中，目前尚未由人工引种栽培。